# アナスタシア・コゼブニコワ
アナスタシア・ドミトリエヴナ・コジェフニコワ （ ウクライナ語: Анастасія Дмитрівна Кожевнікова 1993年3月26日 - ）は、ウクライナの歌手。ロシアのプログラム I Want to Nu Virgos（Хочу В ВІА Гру）の勝者。2013年にコンスタンチン・メラゼ（Konstantin Meladze）によって改革されたNu Virgosの後継グループ「 VIA Gra 」の元ソリスト 。

## 伝記
コジェフニコワは、1993年3月26日にユジノウクラインスク市で誕生した。 両親はドミトリーとタチアナコジェフニコフ。 アナスタシアは家族唯一の子供であった。 
| 「 | Я выросла в небогатой, но творческой семье. Папа и дедушка — фотографы, бабушка — преподаватель по классу фортепиано, тётя — художник, а мама до сих пор поёт в хоре. Так что со мной всё было ясно с детства: у родителей сохранились кассеты с записями, где мне всего два года, а я уже пою и даже сочиняю песни. Всегда знала, что хочу быть на сцене и стремилась к этому всеми силами. | 」 |

アナスタシアは幼少期から歌手になることを夢見ています。6歳の時に、アナスタシアは子供の合唱団「Droplets」で歌い、2年後に彼女はピアノのクラスで音楽学校へ、そして彼女が最大の絶望に決して勝たなかった多くの競技会に参加していた。 並行して、彼女は演技と振り付けの基礎を学び、典型的なポップソングシアター「ガラテア」で学んだ。 彼女は、波に乗って走る、最初のツバメ、ヤングガリチナなど、さまざまな子供のコンテストに参加しましたが、特定の成功は達成しませんでした 。しかし、ナスティアは決してあきらめず、忍耐することにした。
16歳でアナスタシアは、ウクライナ語版のニュースターである「スーパージルカ」プログラムのキャストオーディションに参加することを決定した。 彼女は予選ラウンドを通過したが、ショーの撮影の時間はUPEを置く期間と一致し、参加を辞退しなければならなかつた 。それにも関わらず、彼女は再びプログラム「Faktor X」（Xファクターのウクライナ語版）のキャスティングオーディションで運を試したが、またもや失敗 。 
歌手になるという希望を失ったまま2011年、アナスタシアは、組織マネージャーを専門とするキエフ工科大学に入学した。彼女は寮に住み、ペットショップでコンサルタントとして働き、リーフレットを配布し、正月休みの間に雪の乙女として行動した  。 3年目に、アナスタシアはミスKNUTD-2013大学の美人コンテストに参加し、受賞した 。 

## キャリア

### Nu Virgosとショー「I Want V VIA Gro」
2012年11月25日、Dmitry Kostyuk自身がコンスタンチン・メラゼと同名の彼自身のバンドを改革した後、伝説のグループVIA Graを改革することを決めた。 
2013年1月1日からVIA Graの閉鎖を発表し、グループが既存の形式で存続することを説明 。 しかし、1週間後、「I Want V VIA Gro」と呼ばれるリアリティショーの形式でグループにキャストすることが発表された。この時点でグループの2人の元プロデューサーが名前の権利をめぐって戦っているため、異なるソリストを持つ2つのグループが生まれていく。メラゼは、新しいフォーマットである新しい「VIA Gra」の時期が来たと感じていた 。 新しいソリストを見つけるために、メラゼは、プログラム「Khotch u」VIA Gru」のオーディションを開始することを決定。コーチはグループの元ソリストにほかなりません。 
ショー「Khotchy y VIA Gru」のキャスティングについて聞いたとき、アナスタシアはスタードリームに到達するために最後の試みをすることにした。 
アナスタシアは、 イゴール・ヴェルニックと元VIAグラのソリストであるナデジダ・グラノフスカヤが審査員コンスタンチン・メラゼをサポートしてショーの第1回目で演奏する中 ナスティアは第2ラウンドに進み、Konstantin Meladzeの曲「Unrequited」を歌唱した。 第二ラウンドではアナスタシアはヘレンとダイアナPischikovシマノフスキで争われたが、後にコンスタンティンはミシャ・ロマノバとエリカ・ヘルツェグ らのグループに入ることに。その結果、結成された8つのトリプルは、VIA Graの元ソリストであるメンターの1人のために戦わなければなりませんでした。 グループはパフォーマンスのために独立して別歌を選んだ。 
過去に多くの失敗がありましたが、アナスタシアはオーディションに合格し、最終的にロシア、ウクライナ、カザフスタンの一般大衆の前を通過する候補者に選ばれた。ショー中、彼女はエリカに出会い、コーチとして元ソリストのミシャとチームを組む。 
アナスタシア、ミーシャ、エリカのグループはアルビン・ジャナバエフによって認められましたが、メラゼは、パフォーマンスの前に、衣装の知識がなくても、3つのカットのコンサートドレスがあったため、メンターの選択をキャンセル。参加者はショーを去ることになっていたが、ナデジダ・グラノフスカヤはメラゼを説得して去らせ、グループを彼女に渡した。ナデジダの指導の下で、3人の若い女性は決勝まで登り、「ペレミリー」という歌を披露して 2013年 10月25日の観客投票の結果によると、 彼らは勝利する。この勝利によりVIA Graグループの新しいソリストになりた。また、決勝では「Truce」という曲も発表し、その後多くの賞を獲得し、新しい作曲の「訪問カード」になつた。 

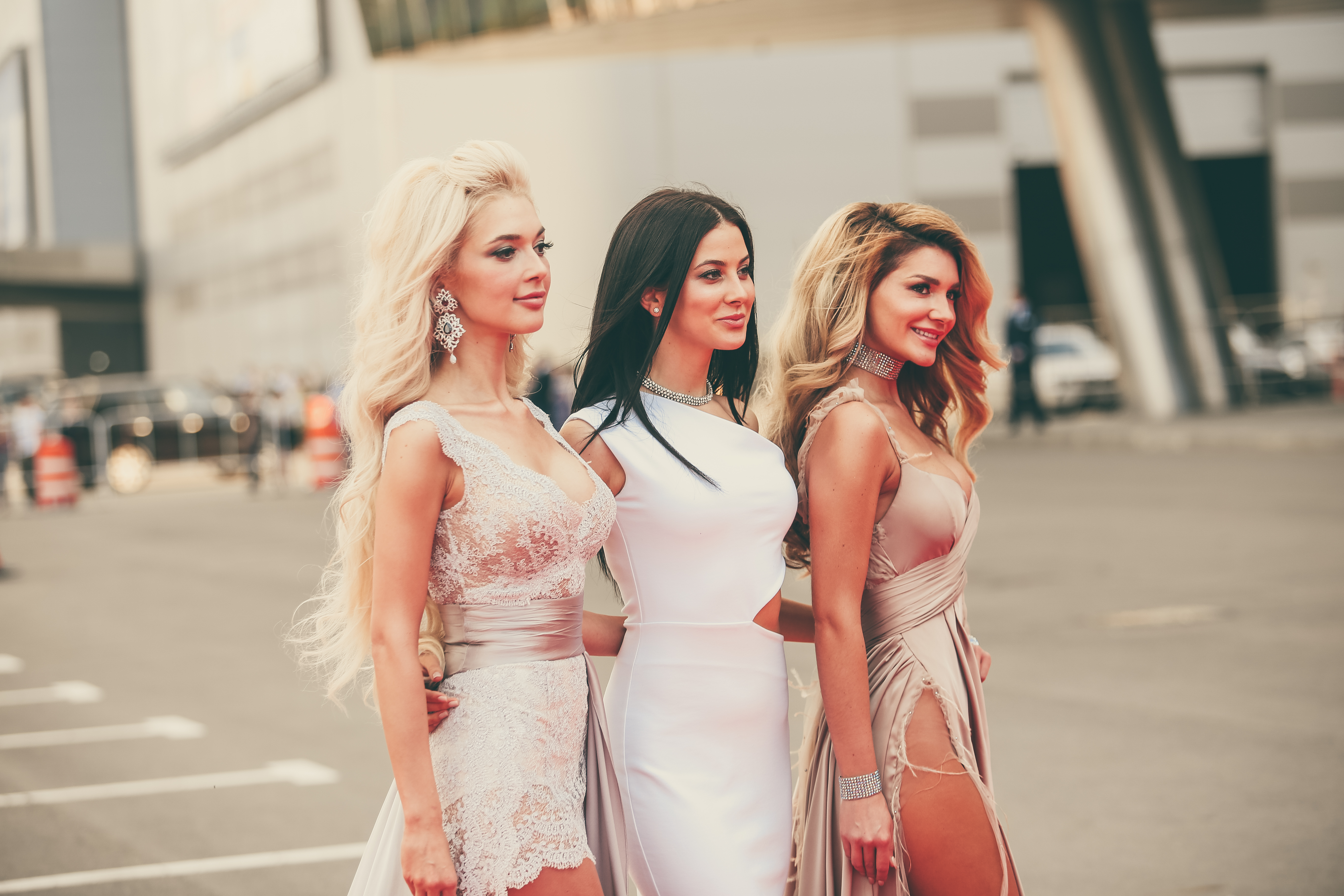
グループ内のアナスタシア（中央）

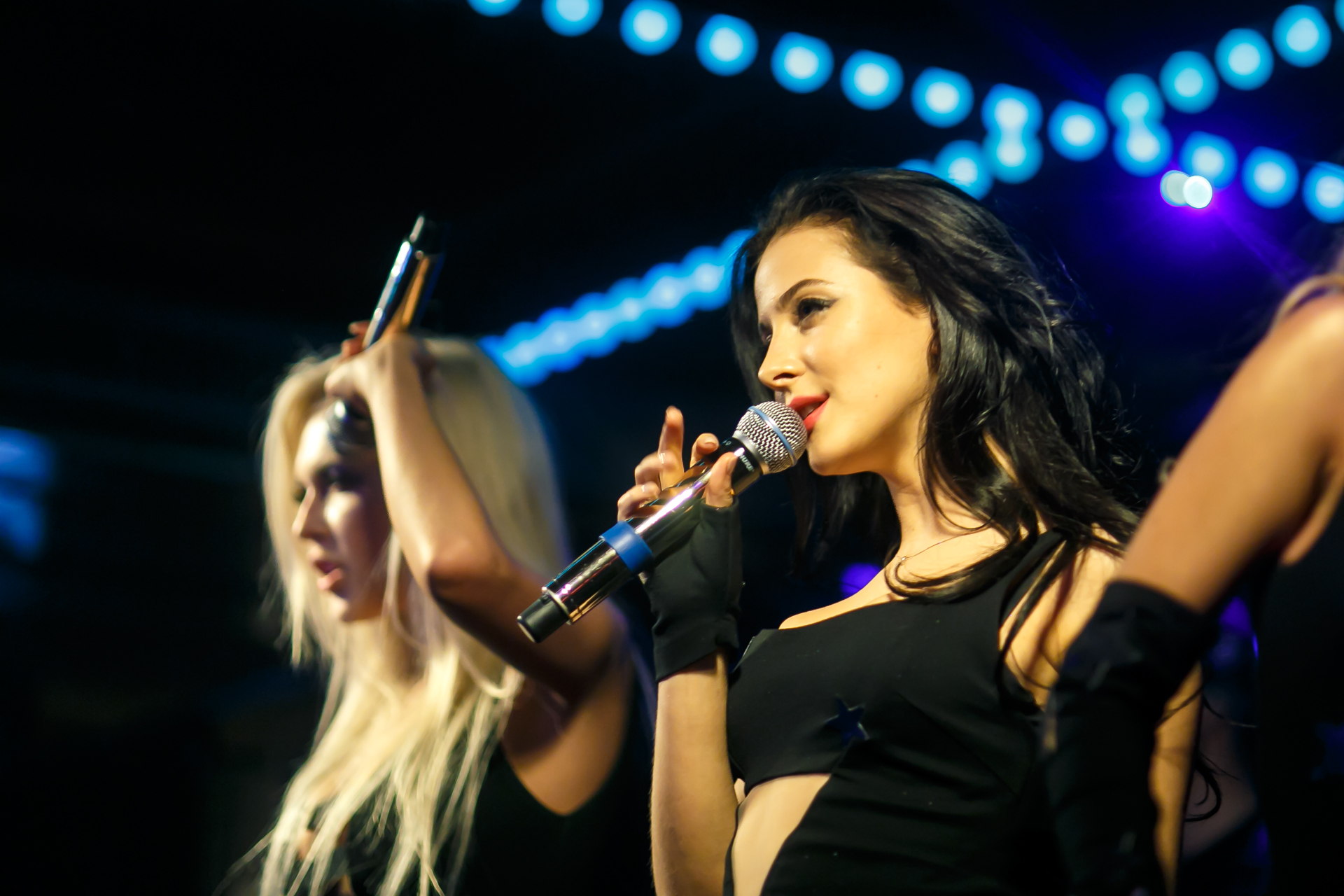
VIA Graグループのメンバーとしてのアナスタシア・コジェフニコワ

グループが新しいラインナップで演奏した最初の主要なイベントは、11月4日にクレムリンで開催されたアーティストのお祝いコンサート「We Are One」でした 。その後、トリオは積極的にツアーを開始しました。時間が経つにつれて、新しいシングルに加えて、更新された「VIA Gra」のレパートリーには、アレンジが修正された過去数年間の17ヒットが含まれていました 。 2013年12月、アナスタシアはVIA Graグループの一部として、XXLメンズマガジンの最初の写真撮影に出演した 。 2014年5月13日、2枚目のシングル「I Have Another」がリリースされ、2014年のラジオで最も注文の多い曲のトップに含まれた 。 2014年6月12日は「クラブ10.000.000」インターネットポータル「ELLOに入った（2013年11月12日発売）クリップ「休戦」、続く、わずか6ヶ月で2014年にロシア語の最も見られたクリップとなったこの曲のためのクリップをリリース  、2014年11月29日に、グループの一部としてアナスタシアは、歌「Truce」でゴールデングラモフォン賞授賞式で賞を受賞した 。 「 Tophit 」の結果によると、「VIA Gra」は2014年の放送で最もローテーションされたグループのトップになりた 。 2015年6月6日、チームは10回目の「 Muz-TV Award」（ Motと一緒のシングル「Oxygen」）を受賞し、この賞で最もタイトルのあるポップグループに。  以降メラゼのグループは、Dmitry Kostyukのグループよりも成功していた。   
2018年9月2日、VIA Graグループとのシンガーの契約は失効し、その後、彼女は自分のキャリアを離れることを決めた。 

### ソロキャリア
2019年2月7日、アナスタシアはデビューソロ作曲「To Love You」を発表した。 歌の音楽の作者は歌手自身であり、テキストは彼女がグループ「VIA Gra」ミシャ・ロマノヴァ元同僚と共同で書いた。 月末に、Inna Grabarが監督した曲の叙情的なビデオがリリースされた 。 

## ディスコグラフィー

### グループ「VIA Gra」のアルバム
- 2014 -Truce（パンクラトフリミックス）
- 2014- 「 MP3プレイ。 音楽コレクション »
- 2015- 「 すべてが最高 」

### グループ「VIA Gra」のシングル/ビデオクリップ
| 年   | タイトル                              | メンバー                                                       |
| ---- | ------------------------------------- | -------------------------------------------------------------- |
| 2013 | 停戦                                  | ミシャ・ロマノバ, エリカ・ガーセグ, アナスタシア・コゼブニコワ |
| 2014 | 私は別のものを得た (偉業ヴァフタング) | ミシャ・ロマノバ, エリカ・ガーセグ, アナスタシア・コゼブニコワ |
| 2014 | 酸素 (偉業MOT!)                       | ミシャ・ロマノバ, エリカ・ガーセグ, アナスタシア・コゼブニコワ |
| 2015 | それは美しかった                      | ミシャ・ロマノバ, エリカ・ガーセグ, アナスタシア・コゼブニコワ |
| 2016 | あなたは私に誰ですか？                | ミシャ・ロマノバ, エリカ・ガーセグ, アナスタシア・コゼブニコワ |
| 2017 | 私の心は忙しい                        | ミシャ・ロマノバ, エリカ・ガーセグ, アナスタシア・コゼブニコワ |

### ソロシングル
- 2019 -「あなたを愛して」
- 2019 -「あなたがいるから」
- 2019 - "宇宙"
- 2019 - "コクーン"

## ビデオ撮影

### Nu Virgosのフィルモグラフィー
- The Best 2014 に NTV (ロシア)（新年のミュージカル、2013）
- 「VIA Graか」の新構図の*最初の大きなソロコンサート - 「休戦」（モスクワ、アーティストのコンサートホール、2014年12月7日）

| 年                       | クリップ                 | 監督                   | アルバム             |                      |
| ソロとしてのキャリア     | ソロとしてのキャリア     | ソロとしてのキャリア   | ソロとしてのキャリア | ソロとしてのキャリア |
| ------------------------ | ------------------------ | ---------------------- | -------------------- | -------------------- |
| 2019                     | «愛してる» (Lyric video) | Inna Grabar            | アルバムなし         |                      |
| 2019                     | «お元気ですか»           | スタニスラフ・モロゾフ | アルバムなし         |                      |
| 2019                     | «宇宙» (Mood video)      | 不明です               | アルバムなし         |                      |
| 他のアーティストとの参加 |                          |                        |                      |                      |
| 2019                     | «なぜ» (Dside Band)      | ルスラン・マホフ       | アルバムなし         |                      |

## 実績
- 2013-ショー「I Want V VIA Gro」での勝利
- 2015-雑誌によると、「惑星のトップ100セクシーな女の子」で95位。

### 「VIA Gra」の構造における賞と賞
- 2014-プライズRU.TV 2014-Real Parish
- 2014-Real MusicBox Award-ベストプロモーション
- 2014-今年の歌-シングル「休戦」
- 2014-ゴールデン蓄音機-シングル「休戦」
- 2015-Tophit-2014年で最も多くのラジオ放送グループ
- 2015-Tophit-2014年のラジオで最も注文の多い曲-「もう1つ手に入れました」（Vakhtangとともに)
- 2015-Muz-TV Award 2015 | Muz-TV Award-ベストデュエット-シングル「酸素」（Motあり)
- 2015-ファッションピープルアワード-ファッションデュエット-シングル「I Have Another」（with Vakhtang)
- 2015-ゴールデン蓄音機-シングル「酸素」（Motと一緒に)
- 2015-ソングオブザイヤー-シングル「It was perfect」